# سايبربانك
السَيْبَرْبنك
أو
السايبربنك

استعراض الحروف النصية الرقمية في فلم ماتريكس

هو نوع من أنواع الخيال العلمي مشهور بتركيزه على عالم التقنية المتطورة والعالم السفلي، الاسم مشتق من علم التحكم الآلي والشرير وابتكر من الأساس من قبل بروس بيثك كعنوان لقصته القصيرة سيبربنك التي نشرت في عام 1983 حيث عرض فيها علما متقدما، مثل تقنية المعلومات وعلم التحكم الآلي، اقترن بدرجة من الانهيار والتغير الجذري في النظام الاجتماعي.
طبقا للورانس بيرسون وهو كاتب خيال علمي فإن أشخاص السيبربنك الكلاسيكيين كانوا مهمشين ومعزولين ووحيدين يعيشون في حافة المجتمع عامة في العقود الآتية على حين الحياة اليومية قد تأثرت بالتغير التكنولوجي السريع ونطاقات البيانات للمعلومات الإلكترونية منتشرة بوفرة والتعديل والتطوير على الجسم الإنساني منتشرة بكثرة.
مخططات السيبربنك -في أغلب الأحيان- مركزة على النزاع بين لصوص الكمبيوتر والاستخبارات الاصطناعية والمؤسسات العملاقة وتميل إلى أن تكون مجموعة في مستقبل الأرض القريبة بدلا من أوضاع المستقبل البعيد الموجودة في بعض الروايات مثل: مؤسسة إسحاق أسيموف أو كثيب فرانك هيربيرت.
الأوضاع عادة تحتوي على موضوعات ذات بعد صناعي لكنه يميل إلى أن يكون ذا علامة بالهيجان الثقافي الاستثنائي واستعمال التقنية بطرق غير متوقعة تمامًا من صانعيها (يجد الشارع استعمالاته الخاصة للأشياء) والجو الغالب على هذا النوع يعطي صدى في الأفلام السوداوية والأعمال المكتوبة في هذا النوع.

## الأسلوب والأخلاقيات
يتضمن الدعاة الأساسيون لحقل السيبربنك وليام جيبسن، نيل ستيففنسن، إستيرليني بروس، بات كاديجون، رودي راكر وجون شيرلي.
العديد من الأفلام المؤثرة، مثل عداء النصل وثلاثية المصفوفة يمكن أن يرى كأمثلة بارزة لأسلوب وموضوع السيبربنك وألعاب الحاسوب، لعب الطاولة، ولعب انتحال الأدوار، مثل جري الظل (بالإنجليزية: Shadowrun) حيث تعرض محاور القصة والأفلام في أغلب الأحيان تأثرها الواضح بكتابات السيبربنك بشدة. بداية في أوائل التسعينيات بعض الميول في الموسيقى والأزياء عُدَّتْ أيضا كسيبربنك. السيبربنك يعرض أيضا بوضوح في الرسوم المتحركة، حيث أنّ أكيرا (بالإنجليزية: Akira) وشبح في الهيكل يمكن أن يكونا الأكثر بروزًا.

## الأوضاع
شيبويا وصفت كساحة التايمز المستقبلية (نسبة إلى ساحة التايمز الحالية في نيويورك) بالنيويورك تايمز.
لتأثير اليابان على النوع قال وليام جيبسن اليابان حديثة ببساطة كانت سيبربنكا، السيبربنك يوجد عادة في مناطق اصطناعية متمدنة والمدينة التي تضيء وتنحسر عبارة استعملها وليام جيبسن كاستعارة النوع الواحد الأولى للإنترنت.
في بعض كتابات السيبربنك، معظم العمل يحدث على الإنترنت، في الإنترنت، تشوه الحدود بين الفعلية والحقيقة المظهرية. أي أن مجازا مثاليا في مثل هذا العمل يوجه اتصالا بين دماغ الإنسان وأنظمة الحاسوب. يصور السيبربنك العالم كمكان شرير مظلم بالحاسبات المشبوكة التي تسيطر على كل سمة من سمات الحياة. الشركات الدولية العملاقة لها الجزء الأكبر حيث استبدلت بدل الحكومات كمراكز اقتصادية سياسية، وقوة عسكرية حتى.

## الأنصار
يتضمن الأنصار في كتابات السيبربنك لصوص الحاسوب عادة حيث أنّ عددًا من أنصار السيبربنك متلاعب بهم وموضوعون في حالات حيث عندهم اختيار قليل أو لا اختيار لديهم ومع أنّهم قد يرون الأشياء تمر ولكنهم لا يتقدمون بالضرورة للأمام عن موضعهم السابق. هؤلاء المًعادون للأبطال هم مجرمون ومنبوذون وحالمون ومنشقون وغير مُلائمين.

## المجتمع والحكومات
السيبربنك يمكن أن ينوى إسكات القراء ويدعوهم للتنفيذ. يظهر في أغلب الأحيان الإحساس بالتمرد، يقترح بأنه يمكن أن يصفه لك شخص بأنه نوع من أنوع الثورة الثقافية في الخيال العلمي.
قصص سيبربنك أيضا اعتبرت كتوقعات خيالية لتطور الإنترنت. التعريف المبكر لشبكة الاتصالات العالمية جاءت قبل فترة طويلة من (الشبكة العنكبوتية للإنترنت) (بالإنجليزية: World Wide Web). كلارك وبعض المعلقين الاجتماعيين مثل جيمس بورك بدأا بتوقع بأن مثل هذه الشبكات سوف تشكل في النهاية.

## الأدب

### نظرة عامة
إن محرر الخيال العلمي غاردينر دوزويس يقر عموما كالشخص الذي أشاع استعمال تعبير سيبربنك كنوع من الأدب بالرغم من أن كاتب مينيسوتا بروس بيثك سك التعبير في 1980 م لقصته القصيرة سيبربنك التي نشرت في عام 1983 م كقصة من قصص الخيال العلمي المدهشة.
التعبير خصص بسرعة كعلامة لأعمال وليام جيبسن، إستيرليني بروس، بات كاديجون وآخرون.

### أنواع فرعية وأنواع مرتبطة
تشكيلة أوسع من الكتَّأب بدأت العمل بمفاهيم السيبربنك، أنواع ثانوية جديدة من الخيال العلمي ظهرت، بتحريض من السيبربنك حيث تركز هذه الأنواع على التقنية وآثارها الاجتماعية بطرق مختلفة. نوع ثانوي بارز هو الستيمبنك (Steampunk) الذي يحل عصر تاريخ بديل الفيكتوري الذي يجمع Techonology خاطئ تاريخيا بوجهة نظر الفلم السوداوي الكئيب السيبربنك العالمية.
نوع الثانوي الآخر هو البايوبنك (Biopunk)(سيطرت مواضيع سيبربنك عليها بالتقنية الحيوية) من أوائل التسعينيات وهو أسلوب قابل للاشتقاق يبني على التقنية الحيوية بدلا من التقنية معلوماتية.

## أفلام وتلفزيون
عدد الأفلام في هذا النوع أو على الأقل عدد الأفلام التي تستعمل عدة عناصر من السيبربنك نمت وزادت بثبات منذ فلم عداء نصل (Blade Runner).أعمال المؤلف دك ظهرت على الشاشة الفضية بعناصر السيبربنك مهيمنة نموذجيا.

## أنمي (صور متحركة)
يقول ويليام جيبسون:
اليابان الحديثة ببساطة كانت سيبربنكا. اليابانيون بأنفسهم عرفوا ذلك وابتهجوا به. أتذكر لمحتي الأولى لشيبويا، عندما أحد صحفيي طوكيو الشباب الذين أخذوني إلى هناك، وجهه نقع بضوء ألف شمس إعلامي — كل ذلك الزحف المتحرك الشاهق للمعلومات التجارية — قالوا، هل ترى؟ هل ترى؟ هي بلدة عداء نصل (Blade Runner) وبالفعل كانت كذلك.
أثر السيبربنك في العديد من الأنمي بضمن ذلك (Appleseed) حيث أن البؤرة على نزاع السيبربنك الحضري في بيئة ما بعد الحرب العالمية الثالثة. (Akira) ستكون تمثيلا للمعركة الفاصلة. بإدارة عاصمة رينتارو السينمائية، التي أعادت الكتابة بأسطورة الأنمي (Katsuhiro Otomo) من مجلة الصور المتحركة الأصلية (Osamu Tezuka) حيث تركز المؤامرة الرّئيسة على سيد الدمى لسايبورج، مثل البحث عن شبح في الهيكل.

## ألعاب

### انتحال أدوار
عدة لعب انتحال الأدوار (آر بي جي إس) دعت سيبربنكا أن يجد سيبربنك (المعروف باسم السيبربنك 2013)، سيبربنك 2020 وسيبربنك v 3 (المعروف باسم السيبربنك 203 إكس)، من قبل آر. ألعاب تالسوريان، وسيبربنك جي يو آر بي إس، نشر بألعاب ستيف جاكسن كوحدة جي يو آر بي إس عائلة آر بي جي إس.
سيبربنك 2020 صمم بأماكن كتابات وليام جيبسن في العقل، وإلى حد ما بموافقته، بالإضافة، أصدرت مشاريع التاج الحديدية آر بي جي سمى الإنترنت، الذي كان نافذ الطبع لعدة سنوات حتى فترة قريبة أن يكون مصدر ثانية في شكل بي دي إف على الإنترنت.
في 1990، في تقارب شاذ من الفن وحقيقة السيبربنك، هاجم جهاز الأمن الأمريكي مقر ألعاب ستيف جاكسن وصادر كل حاسباتهم. هذا كان زعما لأن مصدر سيبربنك جي يو آر بي إس يمكن أن يستعمل لممارسة جرائم الحاسوب. ذلك كان، في الحقيقة، ليس السبب الرئيسي للهجوم، لكن بعد الحدث أصبح من المتأخر جدا تصحيح انطباع الجمهور ربحت ألعاب ستيف جاكسن لاحقا دعوى ضد جهاز الأمن.

### ألعاب حاسوب
استعملت ألعاب حاسوب السيبربنك كثيرا كمصدر الإلهام. بعضهم، مثل عداء النصل وألعاب المصفوفة، مستندة إلى أفلام النوع، على حين العديد من الآخرين مثل: ديوس السابقة وصدمة النظام أعمال أصلية.
السيبربنك أيضا استعمل في ألعاب مغامرة الحاسوب، بوجهٍ خاص البرنامج المجاني الآن تحت سماء فولاذية.

## وصلات خارجية
- سيبربنك - Saffo, Paul, Wired Magazine, Issue 1.04 - Sep/Oct 1993.